# Francesco Cavalli

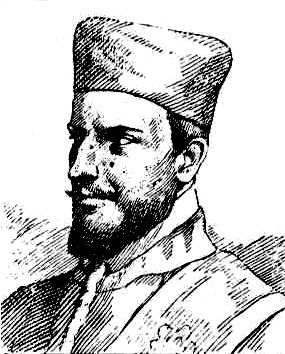
Francesco Cavalli

(Pietro) Francesco Cavalli oorspronkelijk Caletti-Bruni geheten (Crema (Italië), 14 februari 1602 - Venetië, 14 januari 1676) was een Italiaans componist en organist.

## Biografie
Cavalli was de zoon van een kapelmeester in Crema. Hij nam de naam aan van zijn adellijke beschermheer, de gouverneur van Crema in Lombardije, die hem naar Venetië stuurde. In 1617 werd hij zanger in het kerkkoor van de San Marco, dat onder leiding van Claudio Monteverdi stond. Hij zong eerst als jongenssopraan en vervolgens als tenor. In 1620 werd hij benoemd tot organist in de Basilica dei SS. Giovanni e Paolo, een post die hij opgaf toen hij een rijke weduwe huwde. In 1639 werd hij na een wedstrijd tweede organist in de San Marco.

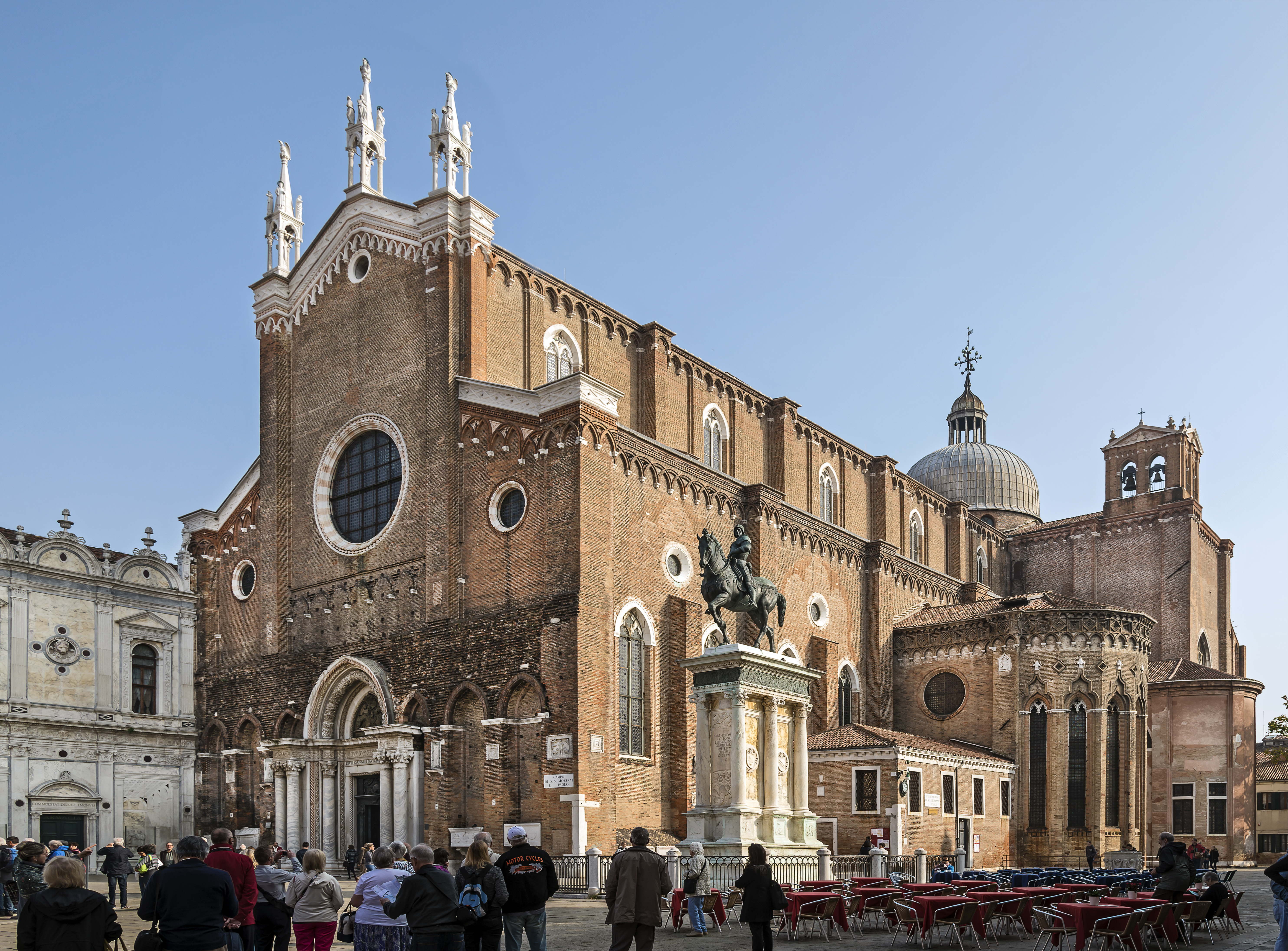
Basilica dei SS. Giovanni e Paolo

In 1639 schreef Cavalli (Le Nozze di Teti e di Peleo) voor het eerste openbare theater in Venetië. Om kosten voor de impresario's te drukken, hield hij het orkest klein. In 1646 werd voor het eerst een werk in Parijs opgevoerd. Cavalli componeerde in 1651 vier opera's, voor vijf theaters. Hij verwierf een zodanige reputatie, dat hij in 1660 door kardinaal Mazarin, ook een Italiaan, naar Parijs werd ontboden om ter gelegenheid van het huwelijk van Lodewijk XIV een opera te schrijven. De intriges van Jean-Baptiste Lully, het niet klaar zijn van het nieuwe theater in het Palais des Tuileries en de dood van Mazarin maakten van de productie een hachelijke onderneming. Cavalli werd ziek en kon zijn werk niet voltooien. In plaats daarvan werd zijn opera Serse opgevoerd in een zaal van het Louvre. Lully schreef zijn eerste Franse ouverture. Ook de koordelen werden vervangen door balletten van 'monsieur Lully'.
In 1662, anderhalf jaar later, werd Ercole Amante opgevoerd in de Salle des Machines. De voorstelling duurde meer dan zes uur, onderbroken door tientallen balletten, gecomponeerd en gedanst door Lully, zodat het meer een groot ballet leek, onderbroken door dramatische intermezzi. Het werd voor Cavalli zijn laatste productie, zo kwaad was hij. Terug in Venetië schreef hij toch nog zes opera's. Cavalli legde zich toe op het componeren van religieuze werken, zoals een aantal missen, motetten, psalmen, vespers en een requiem. In 1665 werd hij maestro di capella en eerste organist in de San Marco. Antonio Cesti was inmiddels zijn grote rivaal geworden.
Er zijn 27 opera's van Cavalli bekend. De partituren van de meeste zijn bewaard in de bibliotheek San Marco in Venetië. Opvallende kenmerken van zijn aria's en duetten zijn het belcanto, de lamento's en de sensualiteit. Cavalli maakte van opera een populair vermaak voor de carnavalstijd. Vooral La Calisto is een feestelijk en komisch werk, met vrije opvattingen over religie en seks.

## Voetnoten
1. ↑  Over de vioolmuziek en korte biografie
2. ↑  Vliegenthart, F. (2009) Een Venetiaanse opera voor Parijs, p. 13, 17. In: Francesco Cavalli's Ercole Amante door De Nederlandse Opera.
3. ↑  Bukofzer, Manfred, Music in the Baroque Era. New York: W.W. Norton & Co. 1947, S. 148-149. ISBN 0-393-09745-5

- Bibsys: 90868331
- Biblioteca Nacional de España: XX884162
- Bibliothèque nationale de France: cb13892284q (data)
- Catàleg d'autoritats de noms i títols de Catalunya: 981058516083906706
- CiNii: DA09348892
- Gemeinsame Normdatei: 119496550
- International Standard Name Identifier: 0000 0001 0863 4380
- Library of Congress Control Number: n79105762
- Nationale Bibliotheek van Letland: 000067711
- MusicBrainz: 2afb8d0b-50ff-43b0-8ab2-5471e66ea91c
- Bibliotheek van het Japanse parlement: 01066103
- Nationale Bibliotheek van Tsjechië: jn20011211037
- Nationale bibliotheek van Australië: 36172235
- Nationale Bibliotheek van Israël: 987007274233905171
- Nationale Bibliotheek van Polen: a0000001841243
- Nationale en Universitaire bibliotheek Zagreb: 000081894
- Nederlandse Thesaurus van Auteursnamen: 072389826
- Réseau des bibliothèques de Suisse occidentale: 02-A000030014
- Istituto Centrale per il Catalogo Unico: CFIV081390
- LIBRIS: 209885
- SNAC: w64q7xfz
- Système universitaire de documentation: 050242113
- Trove: 1223773
- Union List of Artist Names: 500354168
- Virtual International Authority File: 2655640
- WorldCat: E39PBJtmv3ywP7frvbYtP68Hmd